# أعضاء بطنيات القدم الحسية
أعضاء الحس لدى بطنيات القدم (الحلزون والبزاق) تشمل الأعضاء الشمية والعيون وكيس توازن والمستقبلات الميكانيكية. بطنيات القدم ليس لديها حاسة السمع.

## الأعضاء الشمية

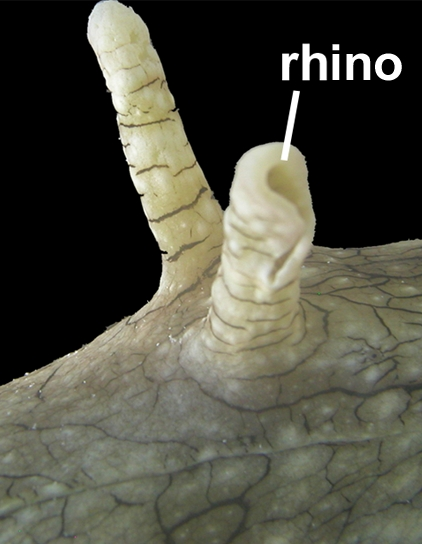
رينوفور (ناقل شمي) من أرنب البحر الكاليفورني.

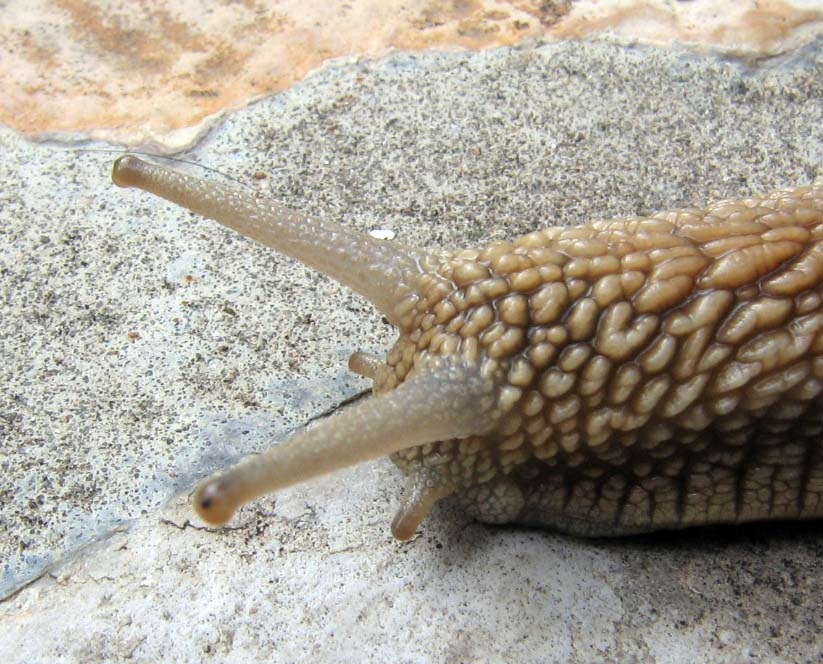
الزوج العلوي من الامسات على رأس الحلزون الصالح للأكل حلزون كرمي لديه عيون، ولكن الأعضاء الحسية الرئيسية هي الخلايا العصبية الحسية للشم في ظهارة الامسات.

في بطنيات القدم الأرضية، الأعضاء الحسية الأكثر أهمية هي الأعضاء الشمية التي تقع على أطراف الامسات الاربعة. يمكن لبعض بطنيات القدم الأرضية تتبع رائحة الطعام باستخدام الامسات (استجابات الطعام) والرياح (استجابات الرياح).
في بطنيات القدم البحرية خيشوم البحر، الأعضاء الكيميائية الحسية هما هيكلان بارزان في أعلى الرأس. تُعرف هذه باسم الرينوفورات. تمتلك الرخويات البحرية كاليفورنيا أغلاجا مستقبلات كيميائية على جانبي فمه لتتبع غليكوز أمينوغليكان في آثار مخاط الفريسة، والشركاء المحتملين.
حلزون المياه العذبة حلزون الصنبور قادر على اكتشاف وجود الديدان العلقية (آكلة الرخويات) من خلال المستقبلات الكيميائية، وإغلاق قوعتها لتجنب الافتراس.
يمكن للحلزون البحرية العميقة ثالاسونريتا ناتيكويديا اكتشاف أسرة بلح البحر التي تحتوي على بلح البحر باثيموديولوس تشيلدريسي، لأنها تنجذب إلى المياه التي تحتوي على إشارات من هذا النوع من المحار.

## العيون
في بطنيات القدم الرئوية الأرضية، توجد بقع العين في أطراف اللوامس في عاموديات العيون أو عند قاعدة اللوامس في الباسوماتوفورا. تتراوح هذه البقع العين من العين البسيطة التي لا يمكنها إسقاط صورة (فقط تمييز الضوء والظلام)، إلى عيون الحفرة الأكثر تعقيدًا وحتى عيون العدسة. الرؤية ليست أهم متطلبات الرخويات الأرضية، لأنها حيوانات ليلية بشكل أساسي.
يمكن لبعض بطنيات القدم، مثل حلزونات تفاح المياه العذبة (فصيلة فتيخيات) والأنواع البحرية من جنس عطار تجديد عيونها بالكامل. تحتوي بطنيات القدم في كل من هاتين الفصيلتين على عيون عدسة.
تسلسل مورفولوجي لأنواع مختلفة من العيون متعددة الخلايا مثال عليها عيون بطنيات القدم:
|  |  |  |

|  |  |

### عيون العدسة
|  |  |  |

|  |  |  |

## اكياس التوازن

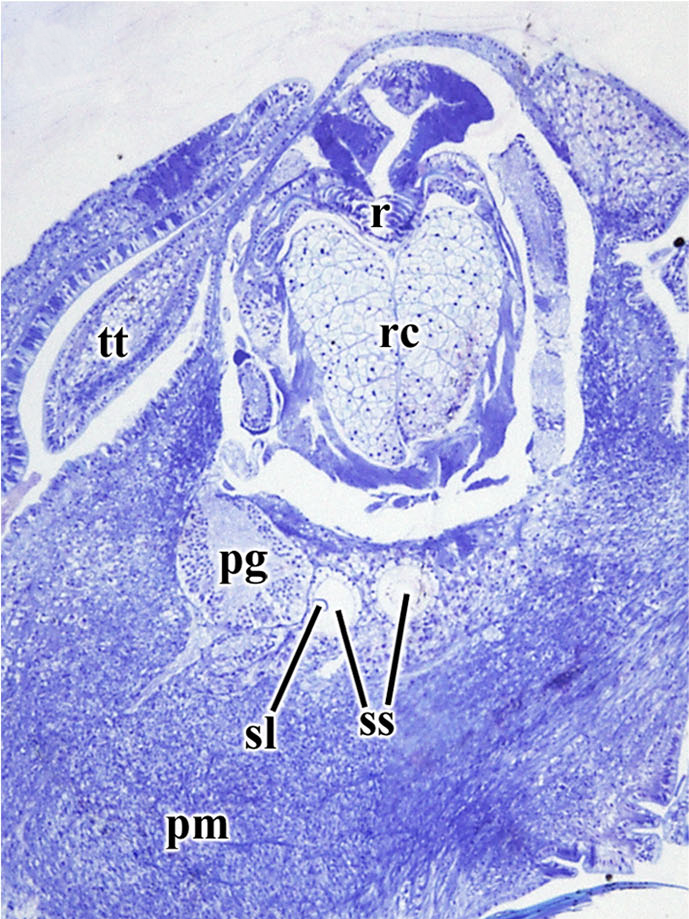
اكياس التوازن (ss) والحصوات الكيسية (sl) داخل رأس جيجانتوبيلتا شيسويا.

في الأعضاء الحسية المسؤولة عن التوازن في الحلزون البحري هاليوتيس أسينينا، عُثر على تعبير جيني محفوظ في (جين الصندوق المقترن 258)، والذي يعد أيضًا مهمًا لتشكيل هياكل التوازن في البعديات الحقيقية.

## المستقبلات الميكانيكية
المستقبلات الميكانيكية مهمة جدًا لجهاز الاستشعار لدى الحلزون.